# Pospischil
Pospischil ist die eingedeutschte Variante des tschechischen Familiennamens Pospíšil. Historisch bedingt kommt der Name überproportional häufig in Österreich vor.

## Namensträger
- Christian Pospischil (Politiker) (* 1981), deutscher Politiker (SPD)
- Christian Pospischil (Fußballspieler) (* 1985), deutscher Fußballspieler
- Günther Pospischil (* 1952), österreichischer Fußballspieler
- Josef Pospischil (Ringer), österreichischer Ringer
- Josef Pospischil (SS-Mitglied) (1899–nach 1938), deutsch-österreichischer SS-Führer und Polizeibeamter
- Karl Pospischil (1926–2001), österreichischer Politiker (SPÖ)
- Leopold Pospischil (1899–1942), tschechischer Hochstapler, Schriftsteller und Opfer des Nationalsozialismus
- Maria Pospischil (1862–1943), böhmisch-deutsche Bühnenschauspielerin, Schriftstellerin und Theaterleiterin
- Simon Pospischil (* 1988), deutscher Fußballspieler
- Viktor Pospischil (1922–1983), österreichischer Politiker und Redakteur